# Szolcsányi Hugó
Szolcsányi Hugó (Lubochna,  Liptó vármegye, 1851. május 24. – Nagyvárad, 1906. március 24.) statisztikus, jogi doktor, képesített egyetemi magántanár.

## Élete
Tanulmányait Aranyidkán, Szomolnokhután végezte, gimnáziumba Rozsnyón és Kassán járt. A jogot a budapesti tudományegyetemen és a kolozsvári Ferenc József Tudományegyetemen hallgatta, 1875. július 30-án avatták a jog- és államtudományok doktorává, 1877. július 1-jén pedig a statisztika egyetemi magántanárává lett. 1873. február 23-ától mint gyakornok dolgozott a vágsellyei közalapítványi királyi ügyészségen, 1873. október 17-én az egri érséki joglíceumban lett segédtanár, 1874. szeptember 14-én a magyar közigazgatási jog és statisztika helyettes tanára, 1877. szeptember 3-án rendkívüli, 1878. szeptember 10-től pedig rendes tanára volt. Nagyváradon 1893. július 14-étől 1906-ig a királyi katolikus jogakadémia tanáraként a magyar közigazgatást és jogot, a statisztikát, valamint a legújabb kor történelmét adta elő. 1905 nyarán kimentett két fuldoklót a Körösből. Halálát szívszélhűdés okozta.

## Munkái
- Európa államainak statisztikája, kiváló tekintettel Magyarországra... Eger, 1885.
- Európa államainak alkotmányi és kormányzati szervezete. Statisztikai szempontból. Uo. 1886.
- Magyarország statisztikája, tekintettel Ausztriára és Európa kiválóbb államaira. I. A népesség. Uo. 1906.